# موسوعة كثيب
موسوعة كثيب (بالإنجليزية: The Dune Encyclopedia)‏ هي مجموعة من المقالات التي كتبها ويليس إي. ماكنيلي وعدد من المساهمين الآخرين في عام 1984 كمرافقة لعالم سلسلة روايات الخيال العلمي كثيب التي كتبها فرانك هربرت.